# Arnaud Cormier
Arnaud Cormier, né le 14 novembre 1975 au Mans, est un entraîneur de football français.

## Biographie
En janvier 2002, il est diplômé du DEF (Diplôme d'entraîneur de football). Entraîneur adjoint du club depuis janvier 2005 et l'arrivée de Frédéric Hantz, Arnaud Cormier est nommé entraîneur du MUC 72 le 12 mai 2009, remplaçant ainsi le Suisse Daniel Jeandupeux à la tête de l'équipe pour les 4 derniers matchs de la saison. 
Arnaud Cormier était l'entraîneur des moins de 18 ans du MUC 72 vainqueurs de la Coupe Gambardella en 2004 (face au Nîmes Olympique, 2-0).
Pour sa première sur le banc manceau (groupe professionnel), son équipe s'incline face au Paris Saint-Germain (1-0) au stade Léon-Bollée.
Le 9 décembre 2009, il reprend l'équipe du MUC 72 à la suite du mauvais résultat de Paulo Duarte. Il est remercié le 22 décembre 2011 à la suite d'une défaite chez le voisin lavallois (2-1) et des mauvais résultats de l'équipe (17e après 18 journées avec seulement 3 victoires) loin de l'objectif fixé par le président Legarda.
Le 1er novembre 2013, en attendant de retrouver un club à entraîner, il devient chef d'entreprise en prenant la suite de Soccaroo à la suite de la liquidation judiciaire de cette structure, et crée donc c'est Cfoot Indoor.
Le 30 juin 2015, il reprend du service au Mans FC où il sera chargé de la formation et de la pré-formation .
Le  28 octobre 2017, il devient l'adjoint de Frédéric Hantz au FC Metz.
En juillet 2022, il est nommé entraîneur de la nouvelle entente La Suze – Roëzé/Sarthe (Régional 1).